# Пузейкин, Владимир Васильевич
Пузейкин Владимир Васильевич (1913—1986) — генерал-майор авиации.
Принимал участие в боях за освобождении Ленинграда.
Война в Испании, Великая Отечественная война

## Биография
Родился 23.12.1913.
В РККА с 1932 года.
Член ВКП(б) с 1932.
Имел псевдоним «Владимире».
Воевал в Испании.
Умер 13.09.1986.

### Звания и военная карьера
- генерал-майор авиации (31 мая 1954 года); полковник (7 июня 1947 года); подполковник (21 января 1942 года); майор; лейтенант
- 127-й истребительный авиационный полк ЛенФ — командир.
- 282-й истребительный авиационный полк ПВО
- 16-я воздушная армия ЗабВО
- 10-я воздушная армия (СССР)
- 8-я воздушная армия (СССР) УкрФ
- 6 сак
- 23-я легкоштурмовая эскадрилья Ленинградского военного округа.
- 11-я истребительная авиационная эскадрилья Ленинградского военного округа.(командир)
- 2-й ИАП
- 20-я авиационной бригады ВВС 2-й Отдельной Краснознамённой Армии
- 38-я ИАД

Призван в РККА 15 Июня 1932 г.

Ленинградская военная теоретическая школа лётчиков.

2-я военная школа лётчиков в Борисоглебске.

14-я военная школа лётчиков в Энгельсе.
Пилотировал И-15, И-16, МиГ-3.

### Награды
- Орден Ленина (26.02.1942) (Приказ подразделения ВС Ленинградского фронта от 26.02.1942 № 430/н) Описание Подвига, информация по награждению
- Орден Красного Знамени (27.06.1937) (ЦИК)
- Орден Красного Знамени (10.11.1937) (ЦИК)
- Орден Красного Знамени (18.09.1944) (Приказ подразделения ВС 10 ВА от 18.09.1944 № 143/н Описание Подвига, информация по награждению
- Орден Красного Знамени (20.04.1953) (Указ Президиума ВС СССР от 20.04.1953)
- Орден Красной Звезды (06.11.1947) (Указ Президиума ВС СССР от 06.11.1947)
- Орден Красной Звезды (23.01.1957) (Указ Президиума ВС СССР от 23.01.1957)
- Орден Суворова III степени (18.02.1944) (Приказ подразделения ВС Белорусского фронта от 18.02.1944 № 134/н)
- Орден Александра Невского (15.10.1943) (Приказ подразделения ВС 16 ВА от 15.10.1943 № 67/н) Описание Подвига, информация по награждению
- Орден Отечественной войны I степени (01.07.1945) (Приказ подразделения ВС 16 ВА от 01.07.1945 № 259/н) Описание Подвига, информация по награждению
- Орден Отечественной войны I степени (10.11.1953)
- Орден Отечественной войны I степени (06.04.1985) (Приказ Министра обороны СССР от 06.04.1985 № 80) Информация о награждении
- Медаль «За победу над Германией в Великой Отечественной войне 1941—1945 гг.» (09.05.1945) (Указ Президиума ВС СССР от 09.05.1945)
- Медаль «За взятие Берлина» (09.06.1945) (Указ Президиума ВС СССР от 09.06.1945)
- Медаль «За боевые заслуги» (03.11.1944) (Указ Президиума ВС СССР от 03.11.1944 № 219/135) Информация о награждении
- Медаль «За оборону Ленинграда» (1944)[3]
- Медаль «За освобождение Варшавы» [1]
- Юбилейная медаль «30 лет Советской Армии и Флота» (22.02.1948)
- Медаль «В память 250-летия Ленинграда» (31.01.1958)
- Юбилейная медаль «40 лет Вооружённых Сил СССР» (15.03.1958)
- Польская Медаль «За вашу и нашу Свободу» (1968).